# Yeşilyurt, İslahiye
Yeşilyurt là một xã thuộc huyện İslahiye, tỉnh Gaziantep, Thổ Nhĩ Kỳ. Dân số thời điểm năm 2011 là 3.665 người.